# مگنولیا ویرجینیایی
مگنولیا ویرجینیایی (نام علمی: Magnolia virginiana) نام یک گونه از سرده ماگنولیا است.

## نگارخانه

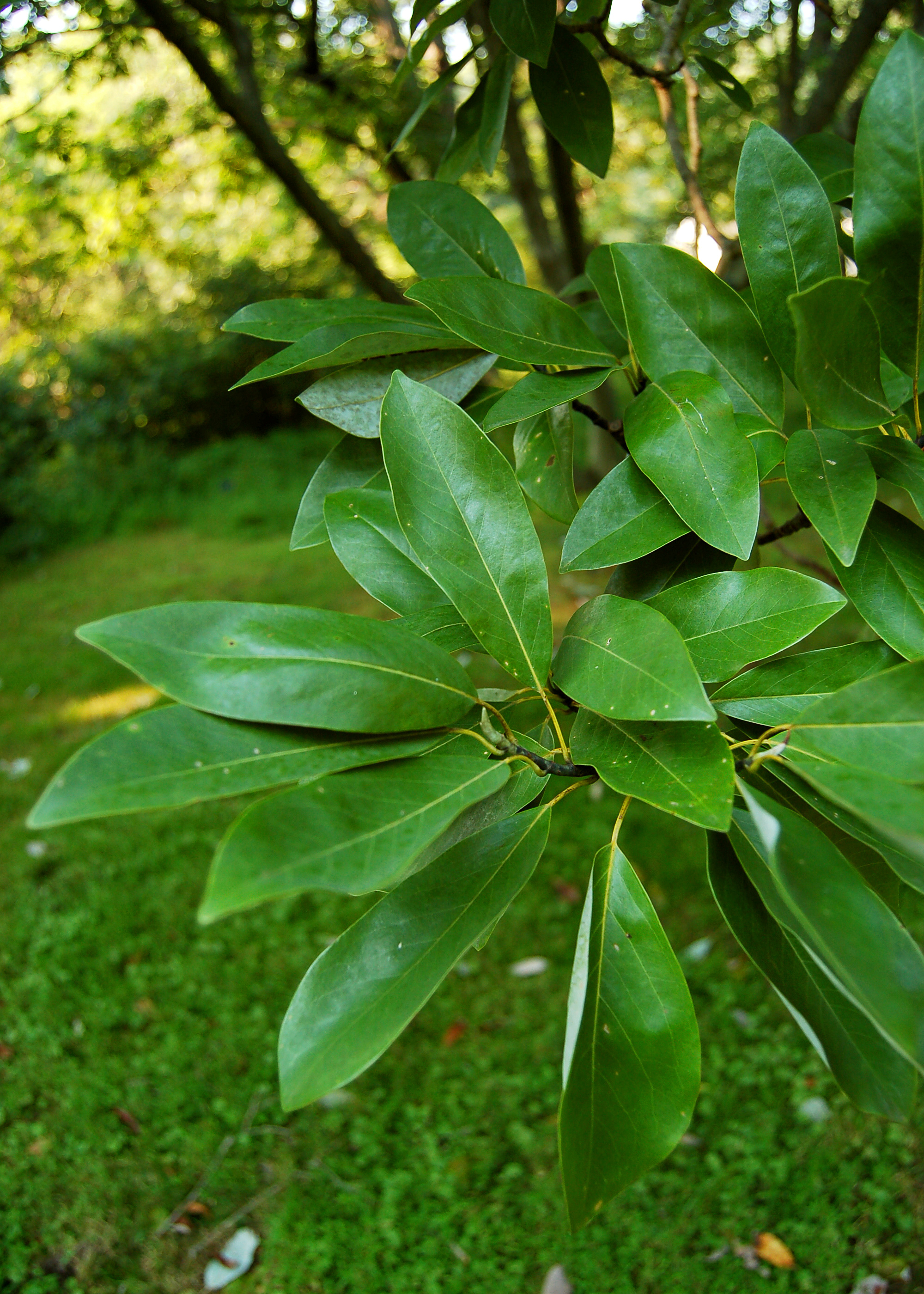
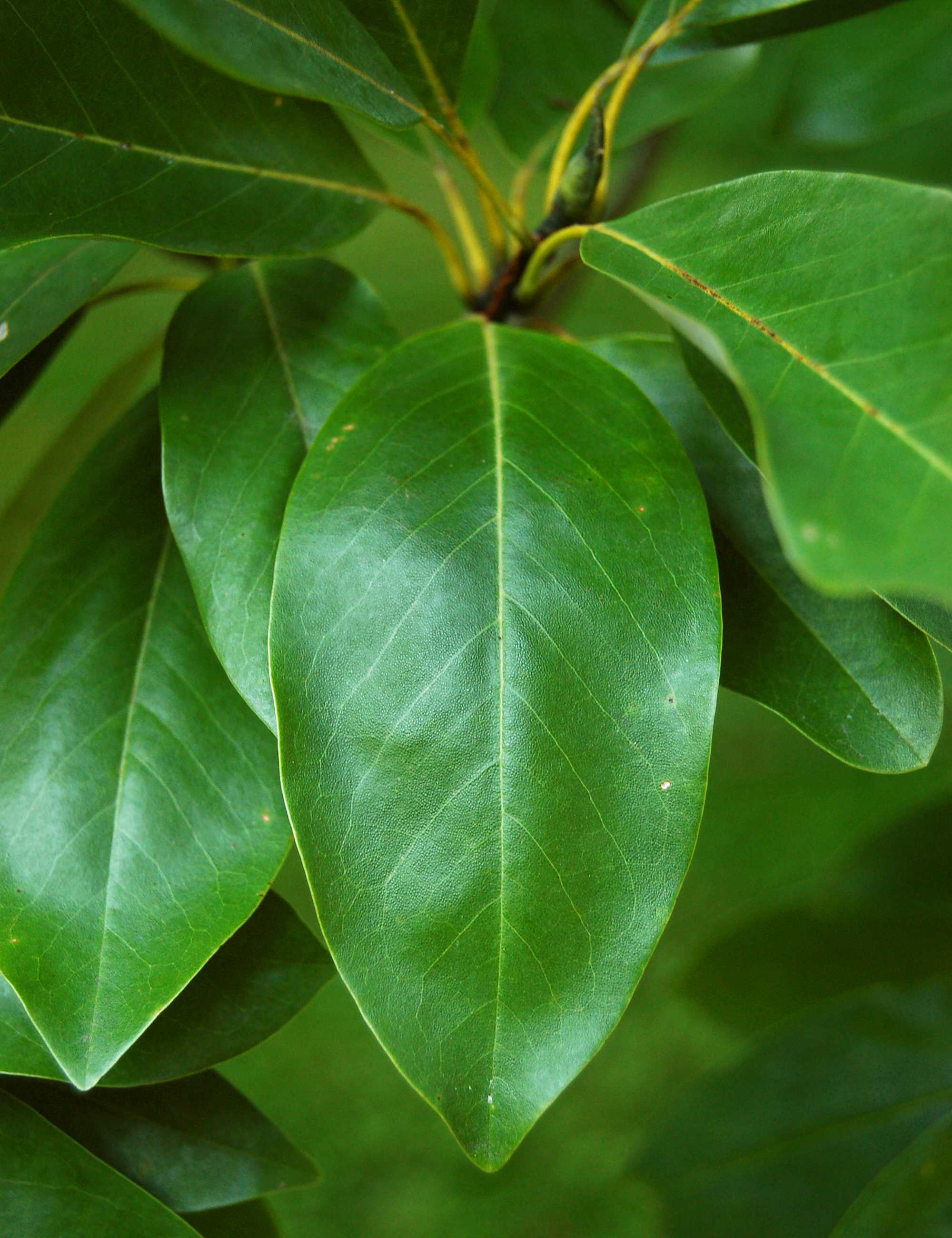
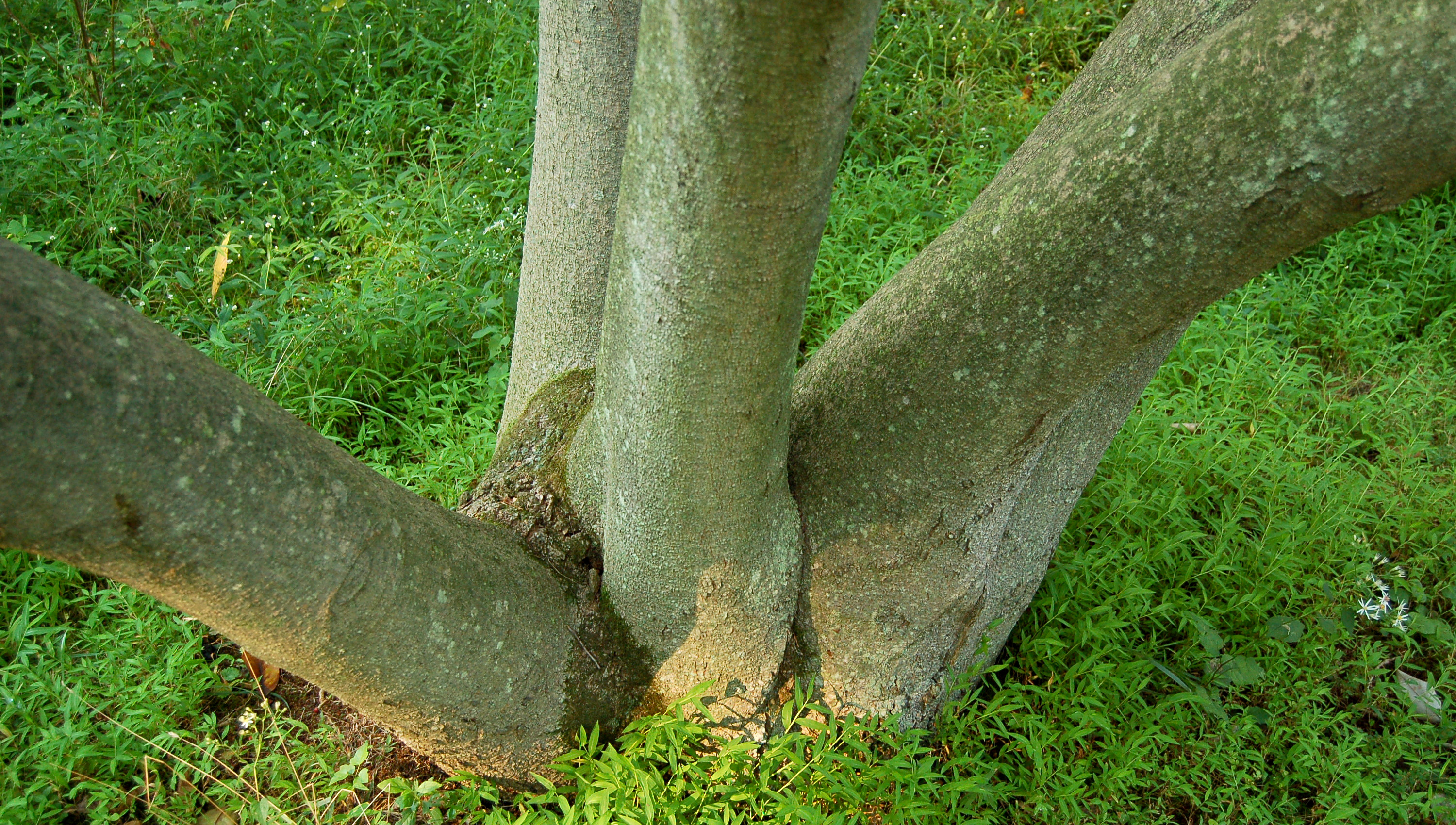
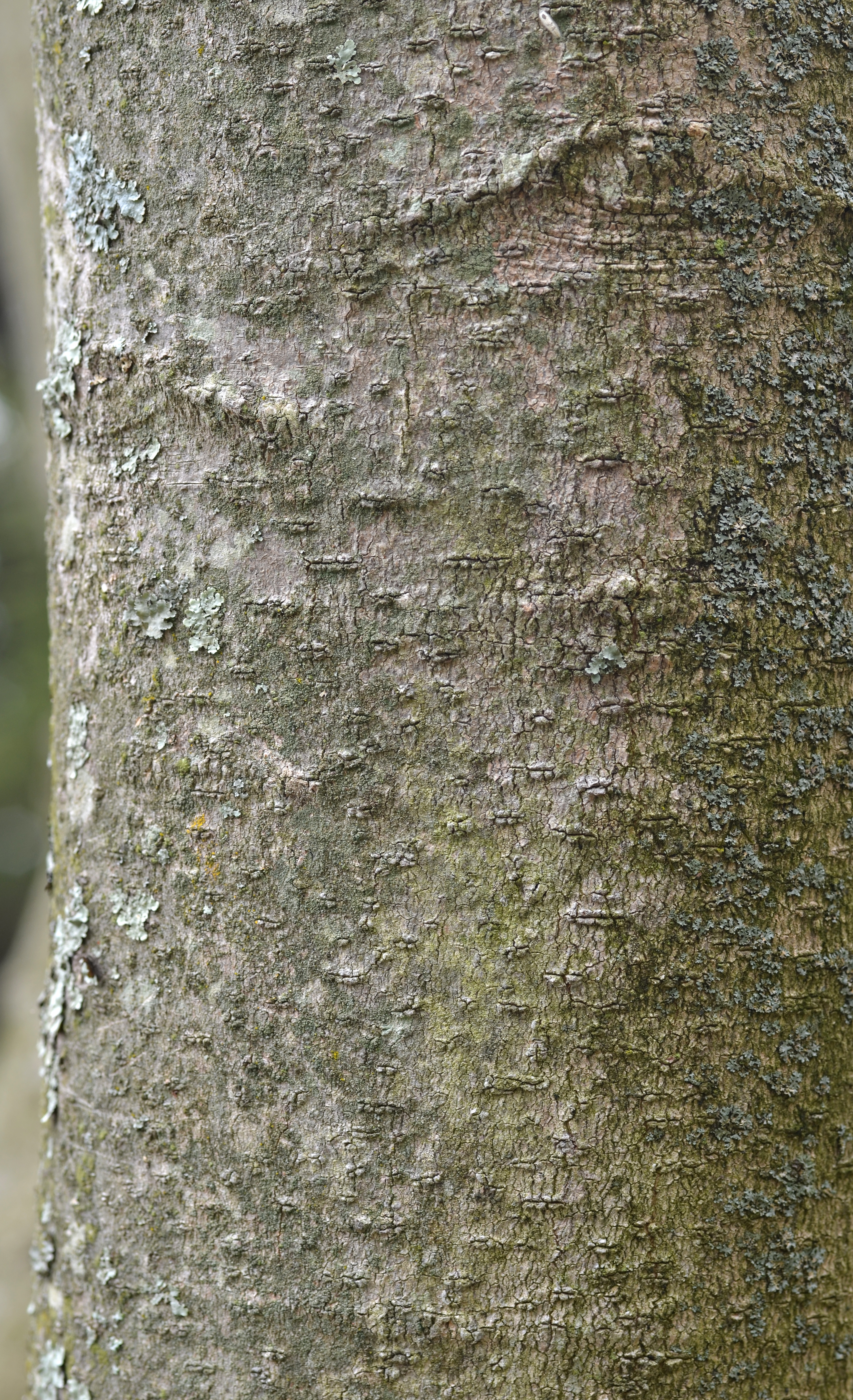
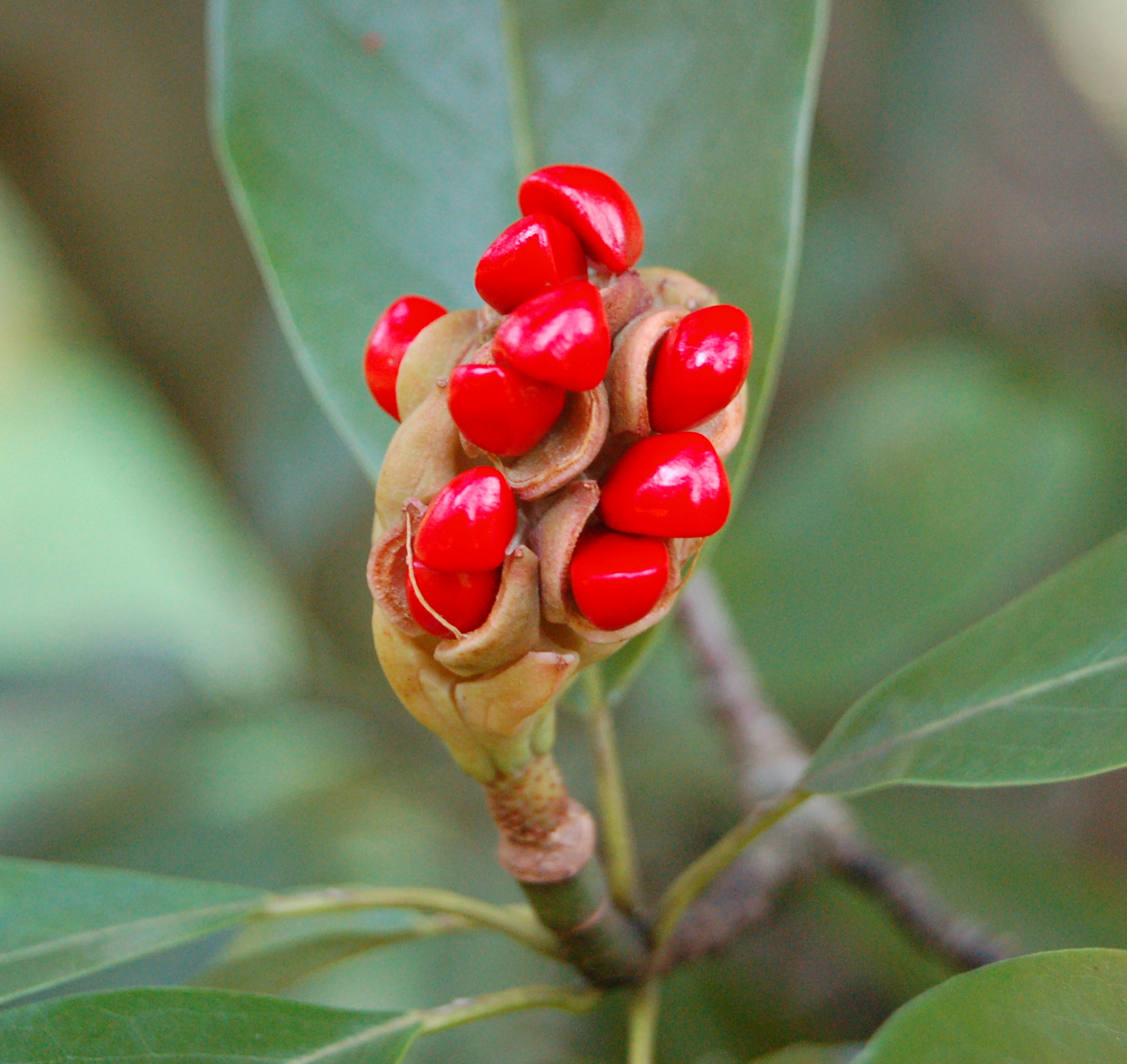
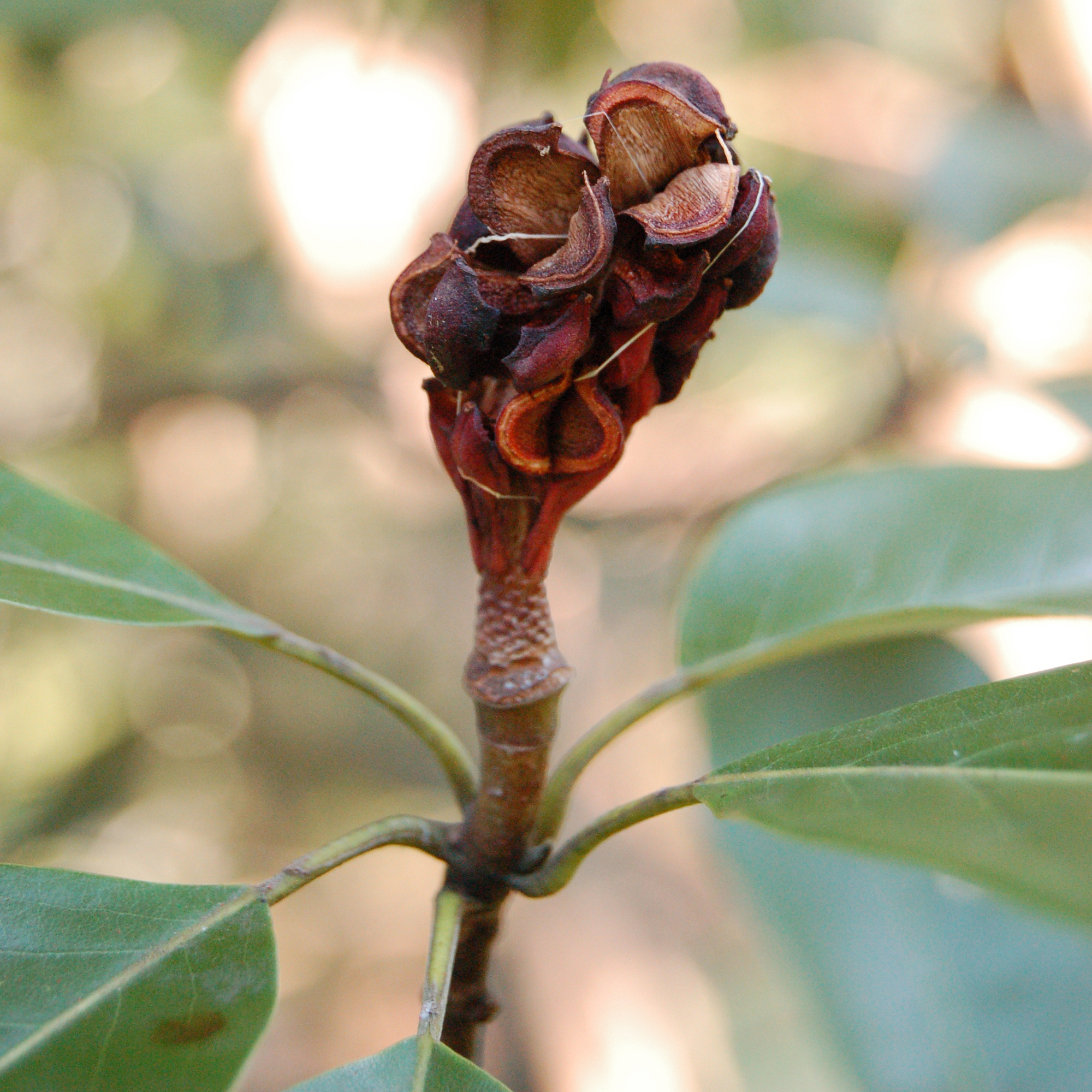